# Station Dijon-Ville
Station Dijon-Ville is het centrale spoorwegstation van Dijon. Dijon ligt in Frankrijk.
In de omgeving van Dijon liggen heuvels. Om een weg met weinig hoogteverschillen te vinden ligt station Dijon-Ville op een laag punt in Dijon, tegen het centrum aan. Voor het station is een groot nieuw vlak plein aangelegd. De aankomsthal van het station, die aan dit plein ligt is rond. Tegen deze aankomsthal aan, tussen het plein en de spoorrails, ligt het overige deel van het station, met onder andere het Office de Tourisme.
Tramlijn 1 naar Quetigny, dat naar het oosten naast Dijon ligt, begint op het plein voor het station.

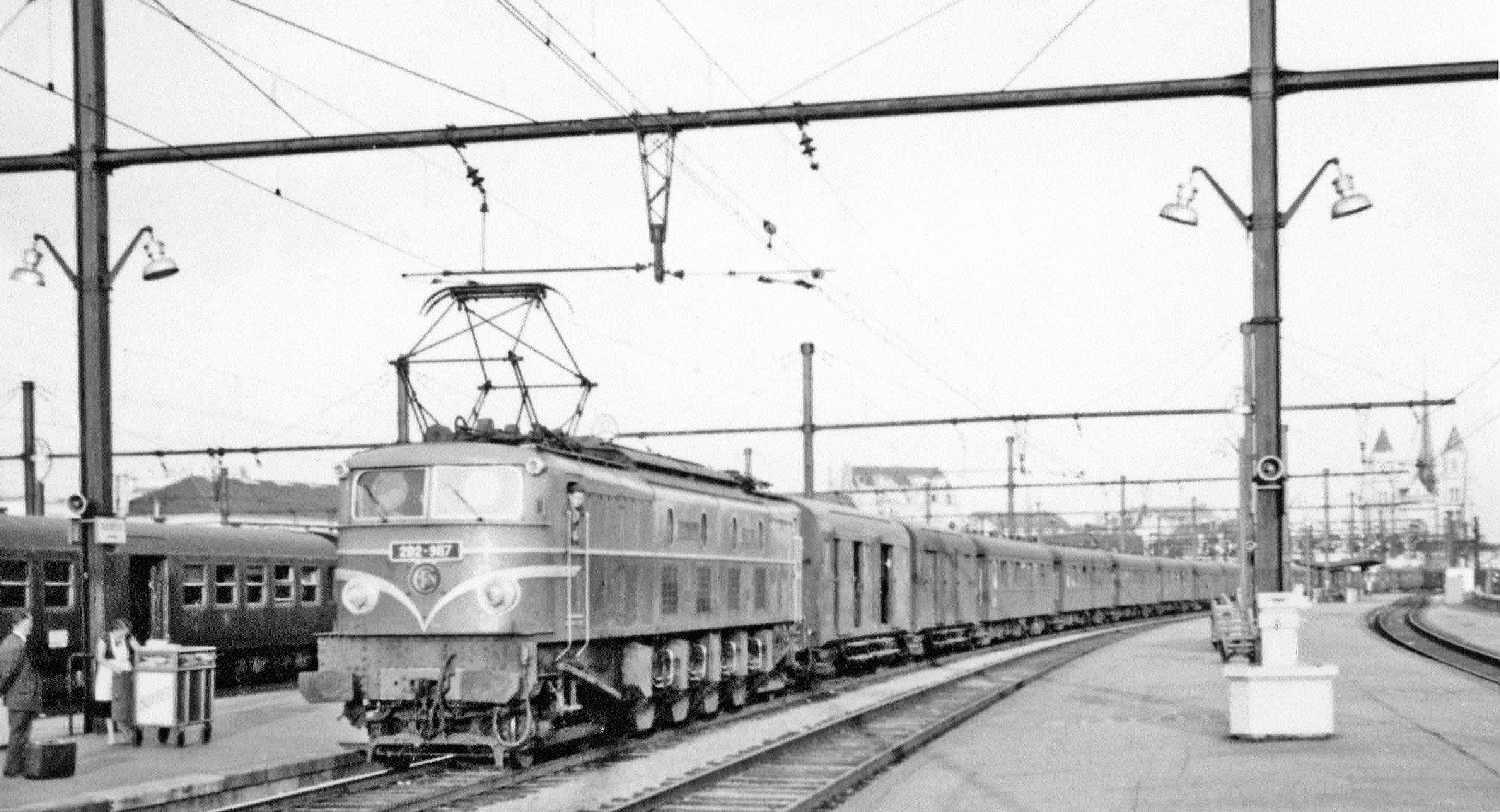
Expres met 2-D-2-locomotief, 1959
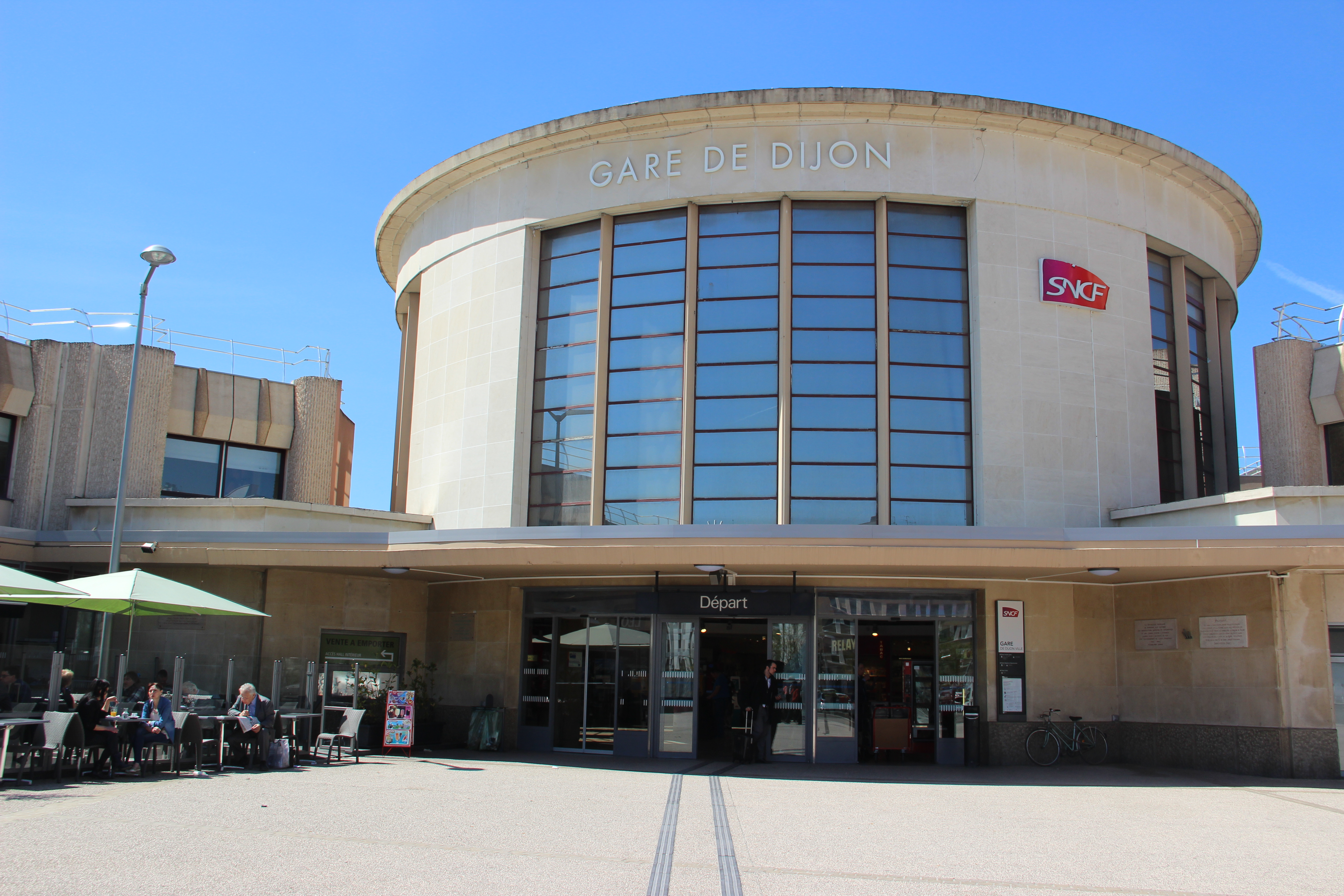
De aankomsthal
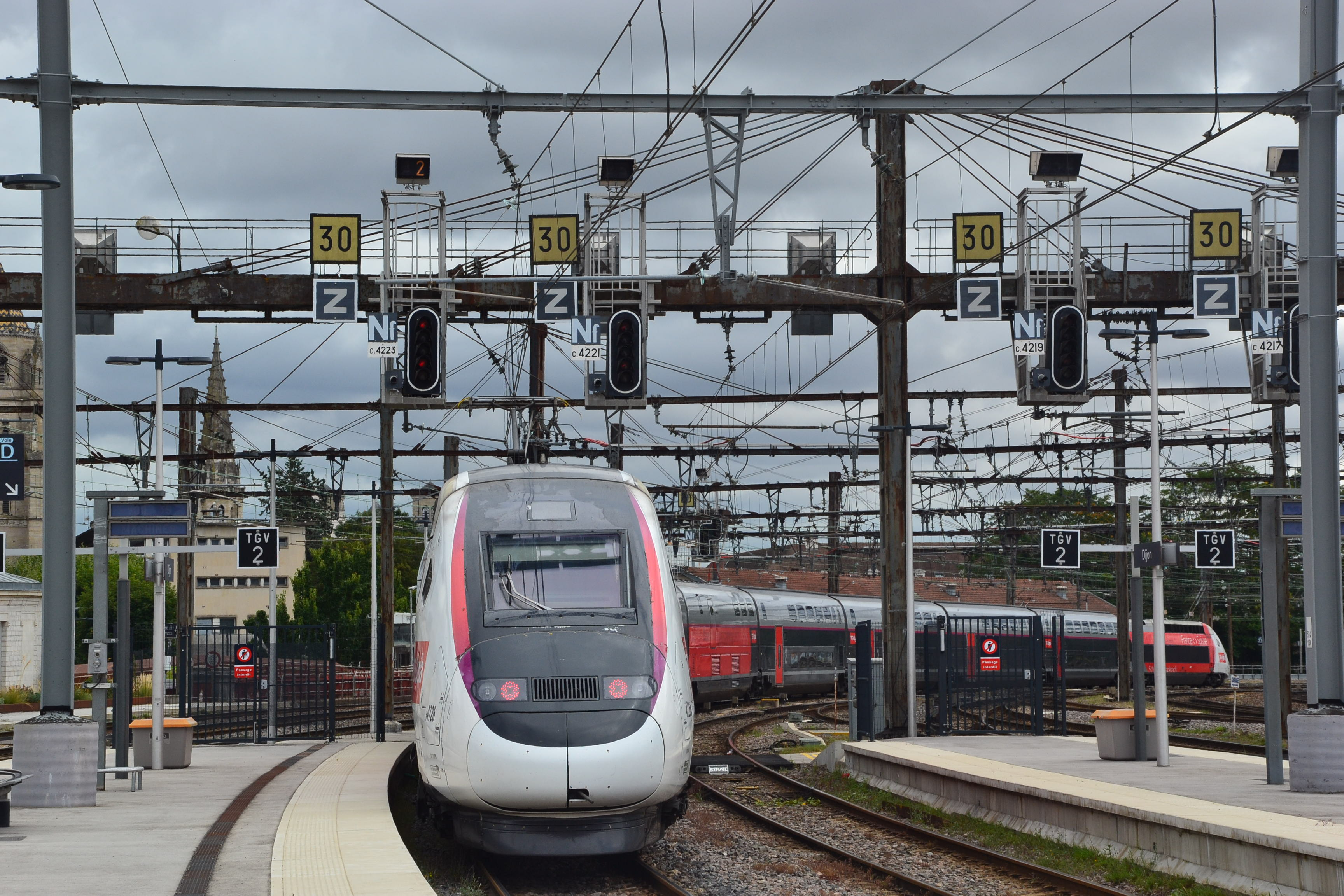
TGV Lyria bij vertrek naar Basel